# Auguste-Fernand Leynaud
Auguste-Fernand Leynaud (* 26. August 1865 in Les Ollières-sur-Eyrieux, Frankreich; † 5. August 1953) war ein französischer Geistlicher und römisch-katholischer Erzbischof von Algier.

## Leben
Leynaud empfing am 24. Juni 1888 durch Prosper Auguste Dusserre die Priesterweihe.
Am 2. Januar 1917 wurde er zum Erzbischof von Algier, Algerien ernannt. Die Bischofsweihe spendete ihm am 6. März desselben Jahres der Erzbischof von Karthago (heute Tunis), Barthélemy Clément Combes, Mitkonsekratoren waren Léon-Antoine-Augustin-Siméon Livinhac, Generalsuperior der Weißen Väter, und Alexandre Piquemal, Weihbischof in Algier.
Leynaud hatte das Amt bis zu seinem Tod am 5. August 1953 inne.